# Direktorium des Ersten Wirtschaftsrates
Das Direktorium des Ersten Wirtschaftsrates war die erste länderübergreifende Exekutive im Westen Deutschlands nach 1945 und amtierte vom 22. Juli 1947 bis zum 10. März 1948 als Organ des „Vereinigten Wirtschaftsgebietes“.

## Kabinett
| Amt                                                | Foto | Name                                 | Partei | Partei |
| -------------------------------------------------- | ---- | ------------------------------------ | ------ | ------ |
| Direktor für Wirtschaft                            |      | Johannes Semler (1898–1973)          |        | CSU    |
| Direktor für Ernährung, Landwirtschaft und Forsten |      | Hans Schlange-Schöningen (1886–1960) |        | CDU    |
| Direktor für Finanzen                              |      | Alfred Hartmann (1894–1967)          |        | CSU    |
| Direktor für Verkehr                               |      | Edmund Frohne (1891–1971)            |        | CDU    |
| Direktor für Post- und Fernmeldewesen              |      | Hans Schuberth (1897–1976)           |        | CSU    |